# نجات وینتیان
نجات وینتیان (انگلیسی: Vientiane Rescue) یک سرویس نجات داوطلبانه در وینتیان پایتخت لائوس می‌باشد. نجات وینتیان در مجموع تاکنون ضمن پاسخگویی به بیش از ۵۷۶۰ تصادف جاده‌ای سالانه (ارقام ۲۰۱۵)، بزرگ‌ترین خدمات این چنینی را در این کشور جنوب شرقی آسیا ارائه کرده است. این سازمان از بیش از ۲۰۰ داوطلب، هشت آمبولانس، یک واحد آتش‌نشانی، یک تیم نجات غواصی و همچنین تیم‌های نجات هیدرولیک و حفاری تشکیل شده است.
نجات وینتیان یکی از شش دریافت کننده جایزه رامون مگسیسی در ۲۰۱۶ بود.

## تاریخچه
در ۲۰۰۷، تیمی از داوطلبان بنیاد کمک به مردم فقیر لائوس (PDR) از یک آمبولانس اهدا شده به ایشان برای ایجاد مرکز نجات وینتیان به منظور ارائه خدمات کمک‌های اولیه در آخر هفته‌ها استفاده کردند. در ۲۰۱۰، سباستین پرت، یک امدادگر و آتش‌نشان فرانسوی ساکن وینتیان، به بنیاد ملحق شد و به همراه فایچی کونپاتوم لائوسی و پنج داوطلب ۱۵ ساله، نجات وینتیان را تأسیس کردند تا اولین خدمات نجات ۲۴ ساعته و ۷ روز هفته را در کشور راه‌اندازی نماید.
در سال‌های اولیه، داوطلبان با کمبود بودجه، تجهیزات و آموزش رسمی مواجه بودند و اغلب نمی‌توانستند به کمک‌های درخواستی پاسخ دهند. در ۲۰۱۲، این گروه تنها آمبولانس خود را از دست داد و خدمات نجات به مدت یک سال به حالت تعلیق درآمد، متعاقباً بودجه‌ای برای خرید یک وسیله نقلیه جدید جمع‌آوری شد.
از آن زمان تاکنون، نجات وینتیان با بیش از ۲۰۰ داوطلب از ۴ مکان مختلف در وینتیان به امداد رسانی می‌پردازند. آنها روزانه به ۱۵ تا ۳۰ تصادف پاسخ می‌دهند و به گفته هیئت داوران جایزه رامون مگسیسی ۲۰۱۶ به این تیم تعلق گرفت و بین ۲۰۱۱ تا ۲۰۱۵ به نجات جان ده هزار نفر نیز کمک کردند.

## به رسمیت شناختن
نجات وینتیان یکی از شش دریافت‌کننده جایزه رامون مگسیسی در ۲۰۱۶ بود که معمولاً به عنوان معادل آسیایی جایزه نوبل در نظر گرفته می‌شود. به گفته هیئت داوران، این جایزه به خاطر «کار قهرمانانه این تیم در نجات جان مردم لائوس در زمان و مکانی که نیاز شدیدی به آن داشتند، تحت محروم‌ترین شرایط، از اشتیاق انسان دوستانه و پرشور آنها ناشی می‌شد به این تیم تعلق می‌گیرد و آن را به رسمیت می‌شناسد.»
در نوامبر ۲۰۱۶، رئیس‌جمهور فرانسه، فرانسوا اولاند، در مراسمی در پاریس، جایزه فرانسه انگیج را به سباستین پره و وینتیان نجات وینتیان اهدا کرد.